# Yangpyeong (métro de Séoul)
Yangpyeong, station ligne Gyeongui-Jungang
Yangpyeong est la station no 522 du métro de Séoul dans l'arrondissement d'Yeongdeungpo-gu. Elle est desservie par la ligne 5, entre les stations no 521 d'Omokgyo et no 523 d'Yeongdeungpo-gu.

## Autres stations à proximité
| Station | Distance |
| ------- | -------- |
| Obin    | 2,2 km   |
| Asin    | 4,9 km   |
| Wondeok | 5,6 km   |
| Guksu   | 8,6 km   |
| Yongmun | 9,2 km   |
| Sinwon  | 11,1 km  |
| Yangsu  | 15,5 km  |